# Granyena de les Garrigues
Granyena de les Garrigues est une commune de la province de Lleida, en Catalogne, en Espagne, de la comarque de Garrigues